# Bogetići
Bogetići (cyr. Богетићи) – wieś w Czarnogórze, w gminie Nikšić. W 2011 roku liczyła 75 mieszkańców.